# 宋軼 (朝鮮)
宋軼（：／，1454年—1520年），字可仲。本貫礪山宋氏，朝鮮王朝文臣。
1477年通過司馬兩試，後文科乙科及第。1482年，通過進賢試，被任命為弘文館正字。1485年擔任司憲府持平。此後歷任兵曹正郎、承政院同副承旨、右副承旨，1496年擔任右承旨。他因奏請約束倭人的不法藥材貿易而失勢，貶為黃海道觀察使，任內因治癒流行的疫疾而受到當地百姓的稱頌。
此後擔任平安道觀察使。1501年鎮壓平安道林之盛的叛亂，因功被任命為刑曹參判，以千秋使的身份出使明朝。後歷任工曹參判、戶曹參判、吏曹參判、刑曹參判等職。他參加中宗反正，1506年被錄為靖國功臣第三等，封礪原君。1509年為咸鏡道體察使，巡查東北女真族居住的地界，力主遷徙百姓進入這些地界。1512年任右議政，1513年任左議政，後任領議政，進封礪原府院君。1514年被台諫官告發貪污而被罷官。死後諡肅靖。